# رونار نورهآيم
رونار نورهآيم (بالنرويجية البوكمول: Runar Norheim)‏ هو لاعب كرة قدم نرويجي في مركز الوسط، ولد في 14 فبراير 2005. لعب مع ترومسو إيدريتسلاغ.

## وصلات خارجية
- رونار نورهآيم على موقع اتحاد النرويج (النرويجية)
- رونار نورهآيم على موقع قاعدة بيانات كرة القدم.إي يو (الإنجليزية)
- رونار نورهآيم على موقع Soccerway.com (الإنجليزية)
- رونار نورهآيم على موقع عالم كرة القدم.نت (الإنجليزية)